# Classe Descubierta
A classe Descubierta é um tipo de corveta de origem espanhola ao serviço das marinhas de Espanha, Egipto e Marrocos. A classe é uma cópia, aperfeiçoada pelos Estaleiros Navais Bazán, das corvetas portuguesas da classe João Coutinho, projetadas pelo engenheiro Rogério d'Oliveira, algumas das quais tinham sido construídas naqueles estaleiros.
Entre 1978 e 1984 foram construídos 9 navios para as marinhas Espanhola, Egípcia e Marroquina. Atualmente, os navios ao serviço da Espanha deixaram de ser usados como escoltas oceânicos passando a ser usados como patrulhas.

## Unidades
| Nº de amurada | Nome                       | Estaleiro     | País     | Estado                                                     | Fontes                  |
| ------------- | -------------------------- | ------------- | -------- | ---------------------------------------------------------- | ----------------------- |
| F31           | Descubierta                | Cartagena     | Espanha  | Descomissionado em 30 de junho de 2009                     | La Verdad               |
| F32           | Diana                      | Cartagena     | Espanha  | Transformado em navio de suporte e transferido para Angola | El Confidencial Digital |
| F33           | Infanta Helena             | Cartagena     | Espanha  | Em serviço como patrulha redesignado como P-76             | -                       |
| F34           | Infanta Cristina           | Cartagena     | Espanha  | Em serviço como patrulha redesignado como P-77             | -                       |
| F35           | Cazadora                   | Ferrol        | Espanha  | Em serviço como patrulha redesignado como P-78             | -                       |
| F36           | Vencedora                  | Ferrol        | Espanha  | Em serviço como patrulha redesignado como P-79             | -                       |
| Exportados    |                            |               |          |                                                            |                         |
| F941          | El Suez                    | Bazán, Ferrol | Egipto   | Em atividade                                               | -                       |
| F946          | El Abukir                  | Bazán, Ferrol | Egipto   | Em atividade                                               | -                       |
| 501           | Lieutnant-Colonel Erhamani | Bazán, Ferrol | Marrocos | Em atividade                                               | -                       |

## Galeria

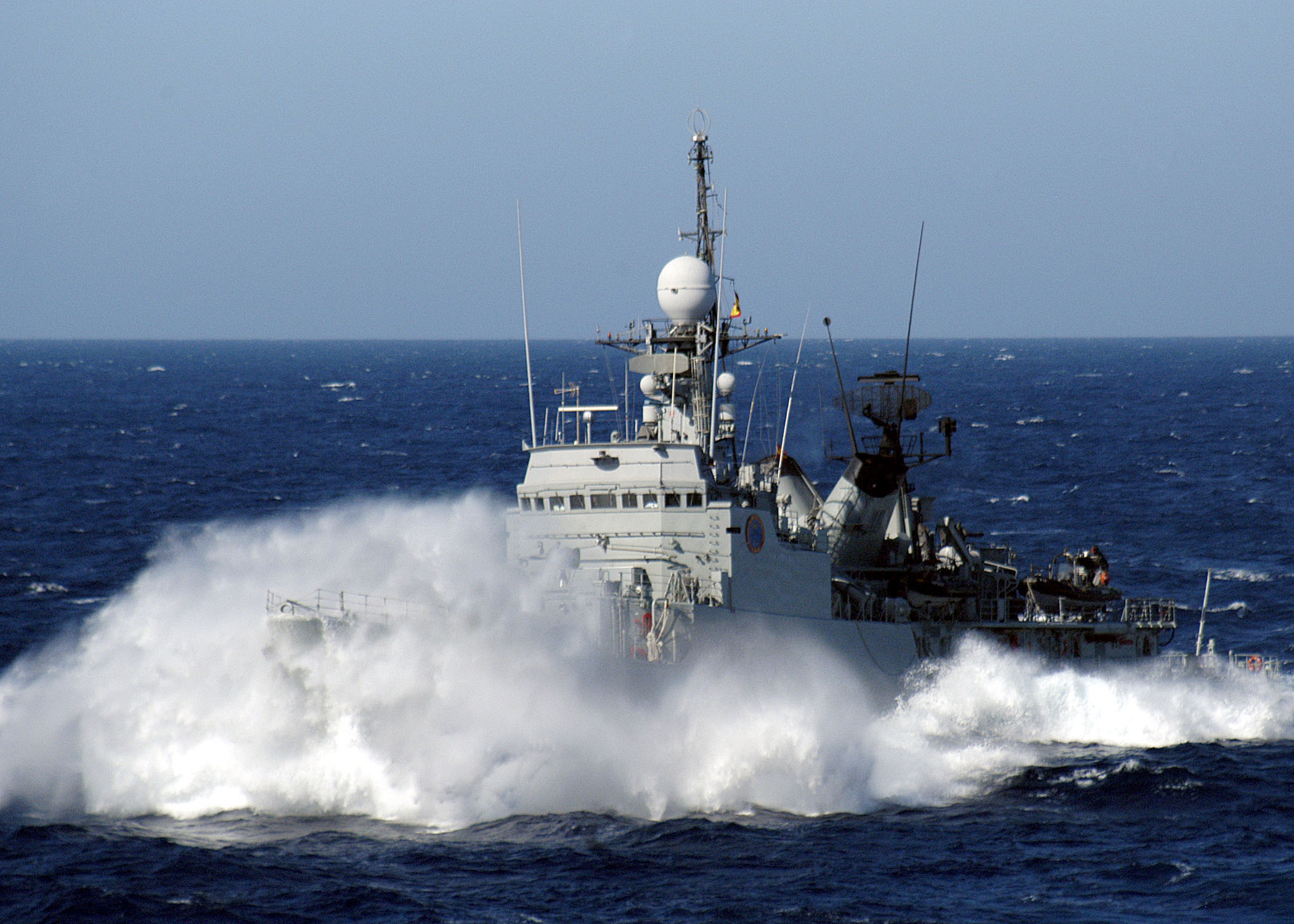
SPS Infanta Elena (P-76), ex-F33.
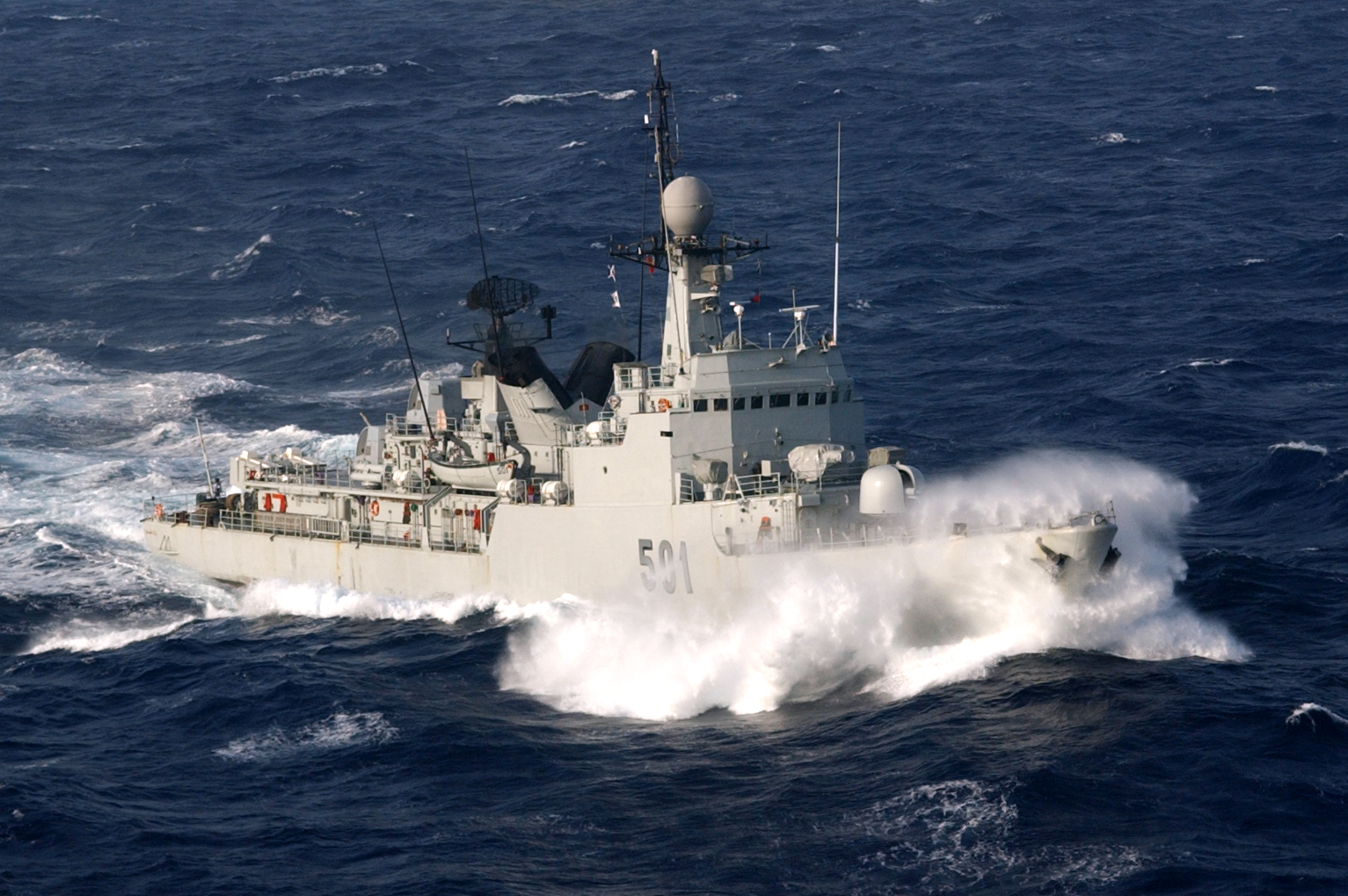
A corveta marroquina RMNS Lieutenant Colonel Errhamani (F 501).
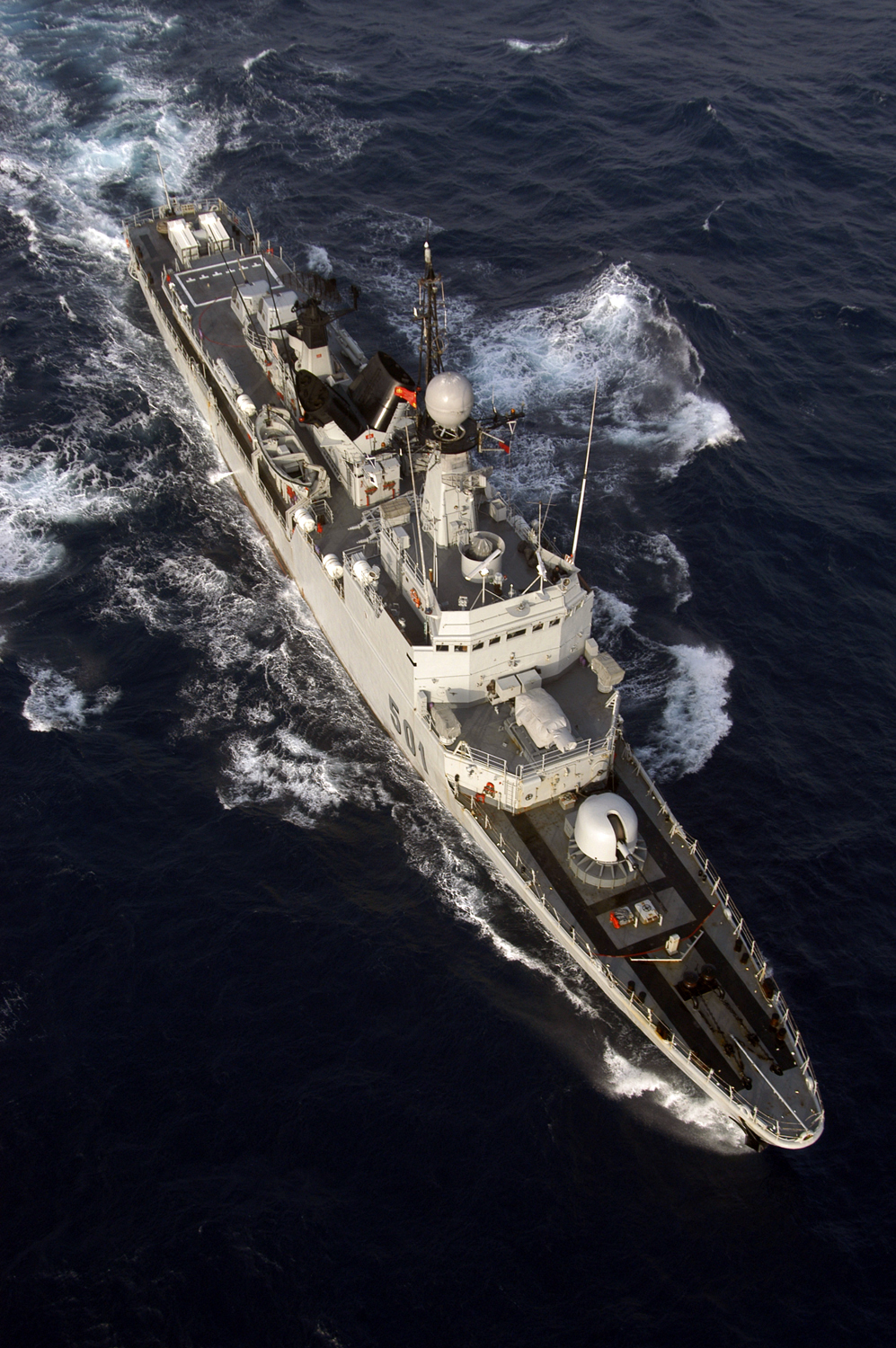
RMNS Lieutenant Colonel Errhamani (F 501).
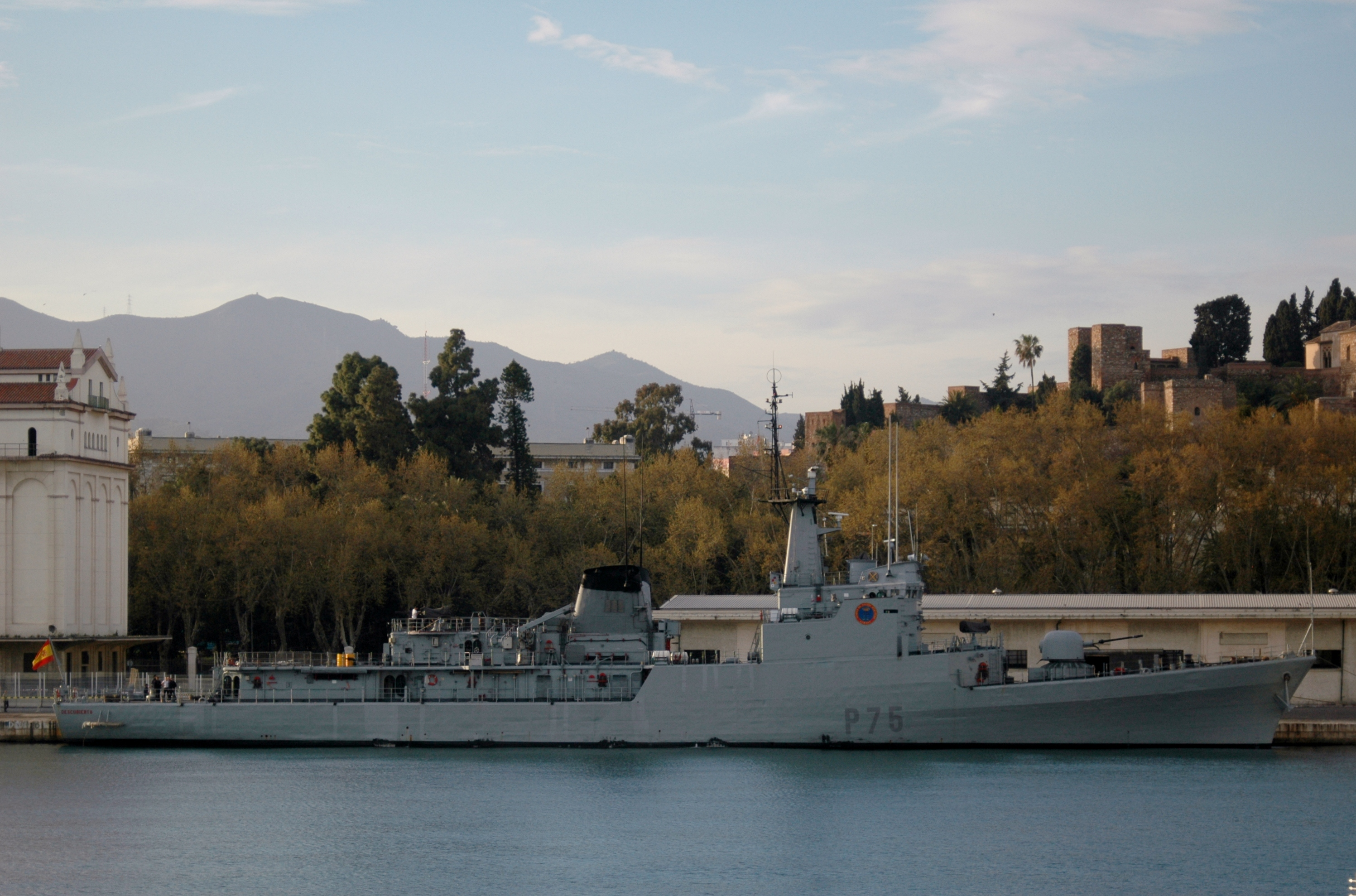
Descubierta (P-75), ex-F31
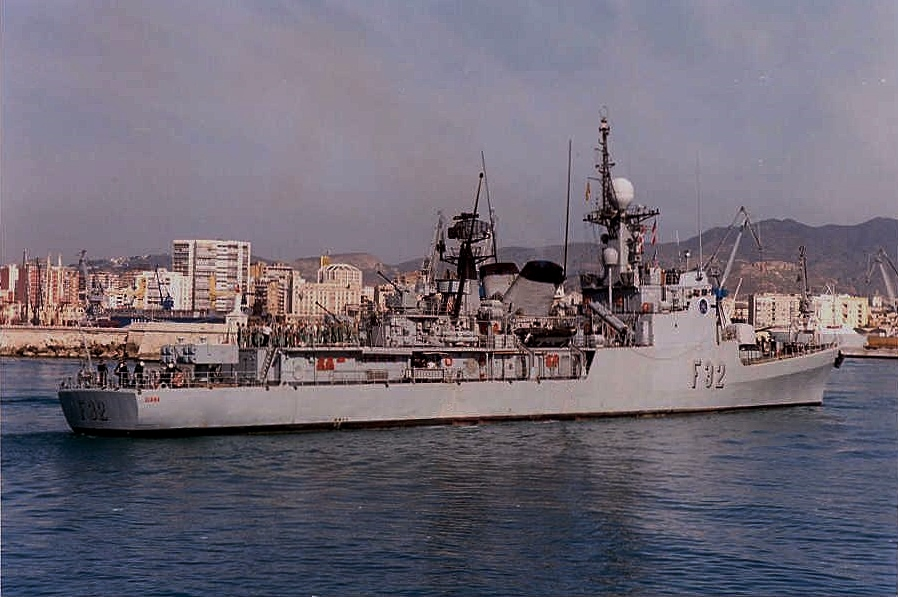
Diana (M-11), ex-F32
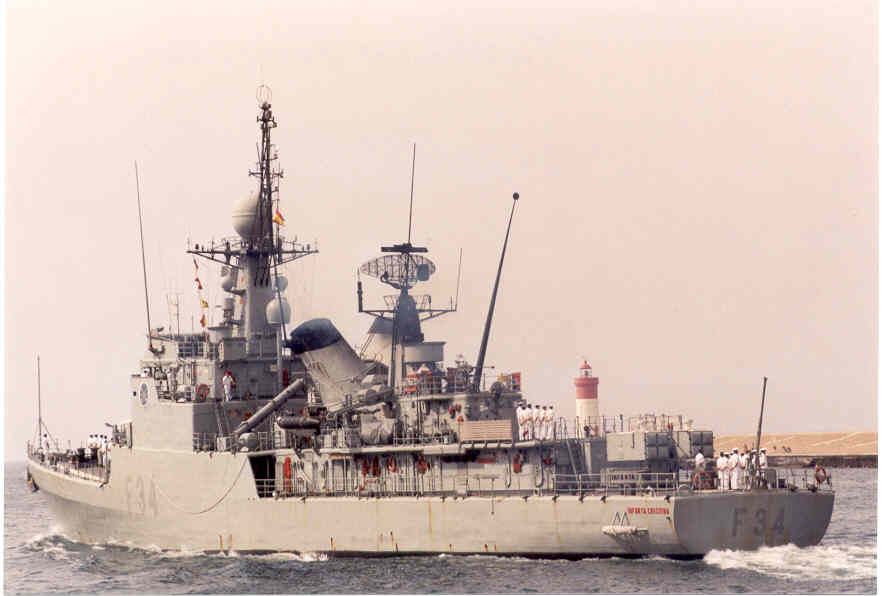
Infanta Cristina (P-77), Ex-F34
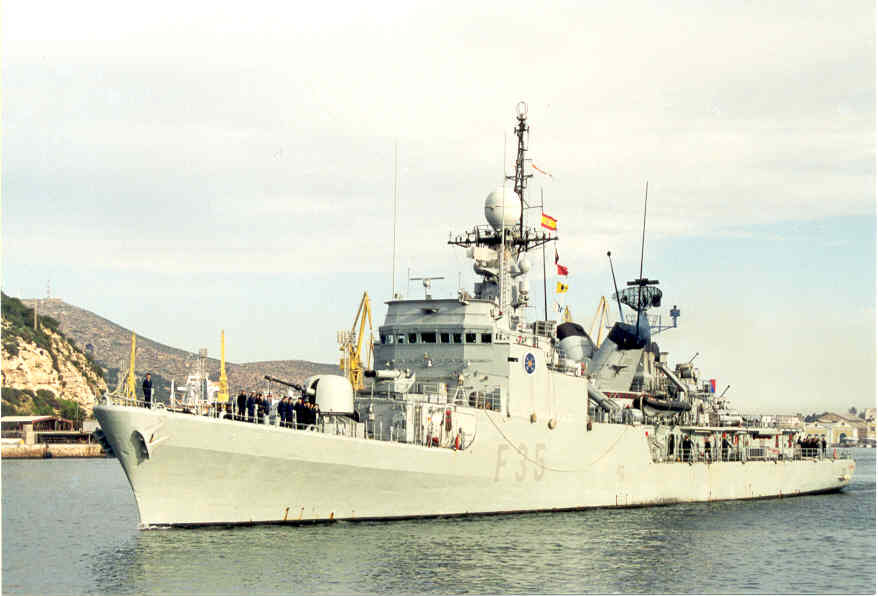
Cazadora (P-78), Ex-F35
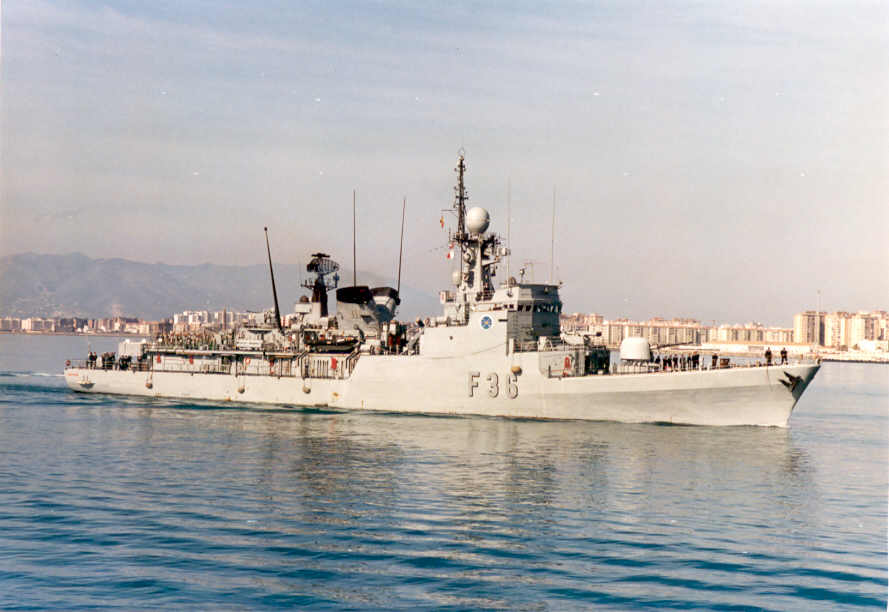
Vencedora (P-79), ex-F36